# Kuketi
Kuketi (en rus: Кукеты) és un poble del krai de Perm, a Rússia, que en el cens del 2010 tenia 279 habitants. Forma part de l'assentament rural de Boroduli. Es troba al marge del riu Srédniaia Rassokha, afluent del Nitva, al nord-est del centre administratiu de l'assentament rural, el poble de Boroduli.